# Pietro De Franchi Sacco
Il Serenissimo Pietro De Franchi Sacco (Genova, 1545 – Genova, 5 aprile 1611) fu l'84º doge della Repubblica di Genova.

## Biografia

### Prima del dogato
Figlio di Giovan Battista e Maria Bozoli, nacque a Genova intorno al 1545; le cronache riportano anche i nomi dei due fratelli Gregorio e Stefano De Franchi Sacco. La famiglia apparteneva al ramo Sacco dei De Franchi, meno importante e prestigioso dei Toso De Franchi (sei furono i dogi appartenenti a questo ramo), che da Savona si trasferirono a Genova rientrando nel 1393 tra gli appartenenti all'Albergo della nobiltà dei De Franchi.
Avviato fin da giovane ad una carriera militare più che politica - la stessa famiglia non risultò "di peso" nella vita politica e sociale di Genova - venne inviato nel 1571 dal governo genovese a Napoli. Durante la guerra civile del 1575 che sconvolse la capitale a seguito delle rivalità tra le due fazioni nobiliari "vecchie" e "nuove", il nome di Pietro De Franchi Sacco scompare dalle cronache cittadine poiché - così come presumibilmente ipotizzato dagli storici - impegnato all'estero per motivi personali e commerciali se non pubblici-militari. Tutte motivazioni compatibili con un suo futuro e improvviso arricchimento, nonché la citazione da parte di Giovanni Andrea Rovetti - nella canzone La fama - delle sue gesta vittoriose nei territori genovesi d'oltremare turchi a Pera e Cesarea.
Tuttavia la sua figura personale assunse prestigio in città tanto che, nel 1583, evidentemente ritornato stabilmente a Genova, il suo nome fu inserito nell'urna d'estrazione per la nomina dei senatori, carica che in quel frangente sfumò. Più successo ebbe, sempre nello stesso periodo, in campo militare poiché venne scelto tra i capitani delle truppe in difesa di Genova. Solamente nel 1591, l'11 giugno, fu eletto senatore della Repubblica e ancora estratto nel 1596; nel maggio del 1600 entrò a far parte della Camera tra gli Otto procuratori e conseguentemente seguì una nuova nomina a senatore. Nell'ultimo decennio del Cinquecento assunse inoltre diverse cariche pubbliche quali nel magistrato dei Cambi, nel Banco di San Giorgio e nel magistrato di Corsica dal 1597 al 1602.

### Il dogato
Con 234 voti a favore (oltre i 2/3 del totale dei voti) il nome di Pietro De Franchi Sacco venne scelto il 26 febbraio del 1603 per la guida della Repubblica: la trentanovesima in successione biennale e l'ottantaquattresima nella storia repubblicana. Un fatto curioso, ma allo stesso tempo preoccupante, accadde però il giorno della nomina quando, a votazione e a risultato oramai conclusi, il neo doge fu assalito e malmenato nella "stanza di vestizione" da alcuni giovani facenti parte di quel magistrato di Corsica che egli guidò fino al 1602. Solo l'intervento delle guardie del palazzo scongiurarono un episodio che avrebbe potuto avere conseguenze più gravi, tenendo conto che solo qualche anno prima la politica genovese assistette all'uccisione del procuratore perpetuo Lorenzo Sauli (già doge nel biennio 1599-1601) e al tentativo di una nuova congiura filo francese (non comprovata però fino in fondo) ad opera del medico Giovan Giorgio Levratto che fu decapitato pubblicamente. Nonostante l'accaduto, che ovviamente fece scalpore tra i rappresentanti politici e tra la popolazione, ma volutamente minimizzato dai cerimonieri per il clima già teso, il nuovo doge Pietro De Franchi Sacco poté far l'ingresso solenne nel salone del Gran Consiglio, anche se privo delle vesti protocollari lacerate dal gruppo di assalitori.
Il suo dogato fu valutato dalle cronache genovesi come tranquillo e di "normale amministrazione". Tuttavia, non mancarono episodi di rilievo come un improvviso attacco terrestre notturno da parte di alcuni soldati sabaudi che venne prontamente represso dalle truppe genovesi o ancora l'invio di quattro galee, nel 1604, in soccorso di Onorato Grimaldi a Monaco per difendere un'offensiva lanciata da Carlo Emanuele I di Savoia; inevitabilmente si andarono quindi a creare aperti contrasti tra la repubblica genovese e il ducato sabaudo.
In questo biennio il capoluogo genovese vide il nascere di numerose opere pubbliche: una nuova torre alla Darsena, la costruzione di un ospizio per i soldati corsi, la ristrutturazione nel 1603 della grande sala di palazzo Ducale secondo i canoni classici e non barocchi (espressamente voluti dal doge De Franchi), l'autorizzazione del tracciato della Strada Nuovissima dalla porta di San Tommaso alla piazza dell'Annunziata (ideale prosecuzione della Strada Nuova). In campo religioso approvò la fondazione di un nuovo ordine femminile (l'Ordine delle Turchine) e donò a nome della Repubblica un nuovo organo per la locale cattedrale di San Lorenzo.

### Dopo il dogato
Terminato il mandato - il 27 febbraio del 1605 - venne nominato procuratore perpetuo. Assieme all'ex doge Matteo Senarega collaborò per una riforma delle cerimonie ufficiali solenni e, nel 1606, con un altro ex doge Davide Vaccari trattò alcuni affari (soprattutto per l'approvvigionamento delle risorse agrarie) con la Germania; nello stesso periodo fu preside del magistrato di Corsica e responsabile nei lavori di difesa militare al Priamar di Savona. Tra gli anni 1608 e 1609 collaborò ancora con il Banco di San Giorgio.
Morì a Genova il 5 aprile 1611 dove trovò sepoltura all'interno della locale chiesa di San Nicola da Tolentino. Sposato prima con Tommasina Ivrea (figlia del doge Silvestro Invrea) e poi con Giovanna Francesca Valdetaro ebbe un unico figlio, Franco.